# Jaguar S-Type (1963)
Jaguar S-Type — седан бізнес класу британської компанії Jaguar Cars, що виготовлявся з 1963 по 1968 рік. Автомобіль являв собою версію Jaguar Mark 2, але з більш дорогим оздобленням інтер'єру та розширеним оснащенням. Крім того, S-Type був трохи більшим, відрізнявся іншою оптикою, оригінальними крилами і бамперами. Але, що найважливіше, задня підвіска стала незалежною з пружинами.

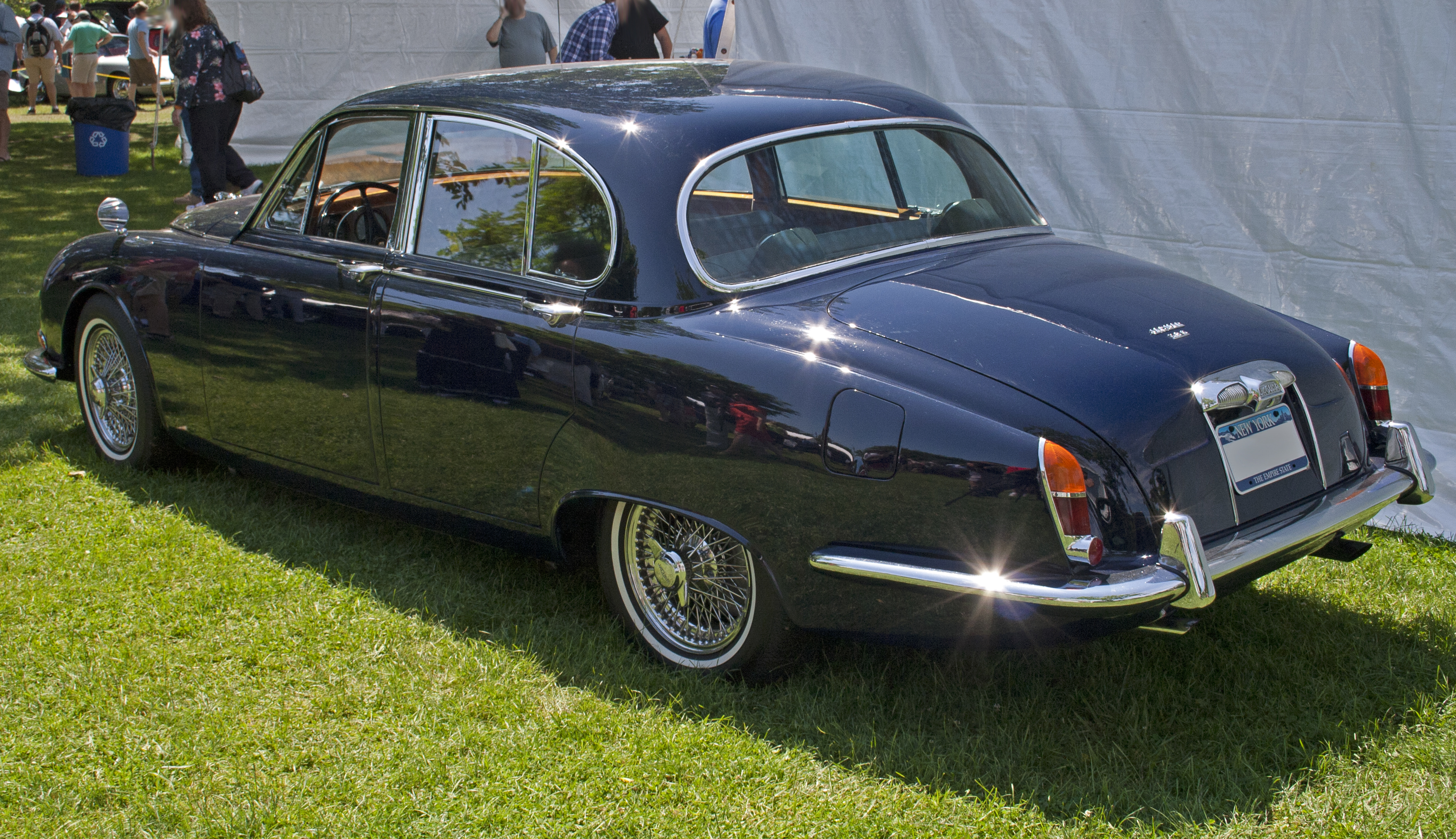
Jaguar 3.8S

У салоні Ягуара S-type використовувалися деякі елементи від люксового седана Mark X, більш якісний горіховий шпон і натуральна шкіра, новий механізм регулювання передніх сидінь. Також британці зменшили товщину заднього дивана на 50 мм, що вивільнило додатковий простір для ніг пасажирів.
S-Type комплектувався модернізованим гідропідсилювачем керма фірми Burman, що дозволило зробити механізм гострішим, зменшивши кількість оборотів від упору до упору з 4,3 до 3,5. Автомобіль комплектувався рядними «шістками» 3.4 л (213 к.с., 292 Нм) і 3.8 л (223 к.с., 325 Нм), що агрегатуватися з 4-ступеневою МКПП або з трьохдіапазонною АКПП Borg-Warner. За п'ять років було випущено менше 25 тисяч машин.